# Molho rancheiro

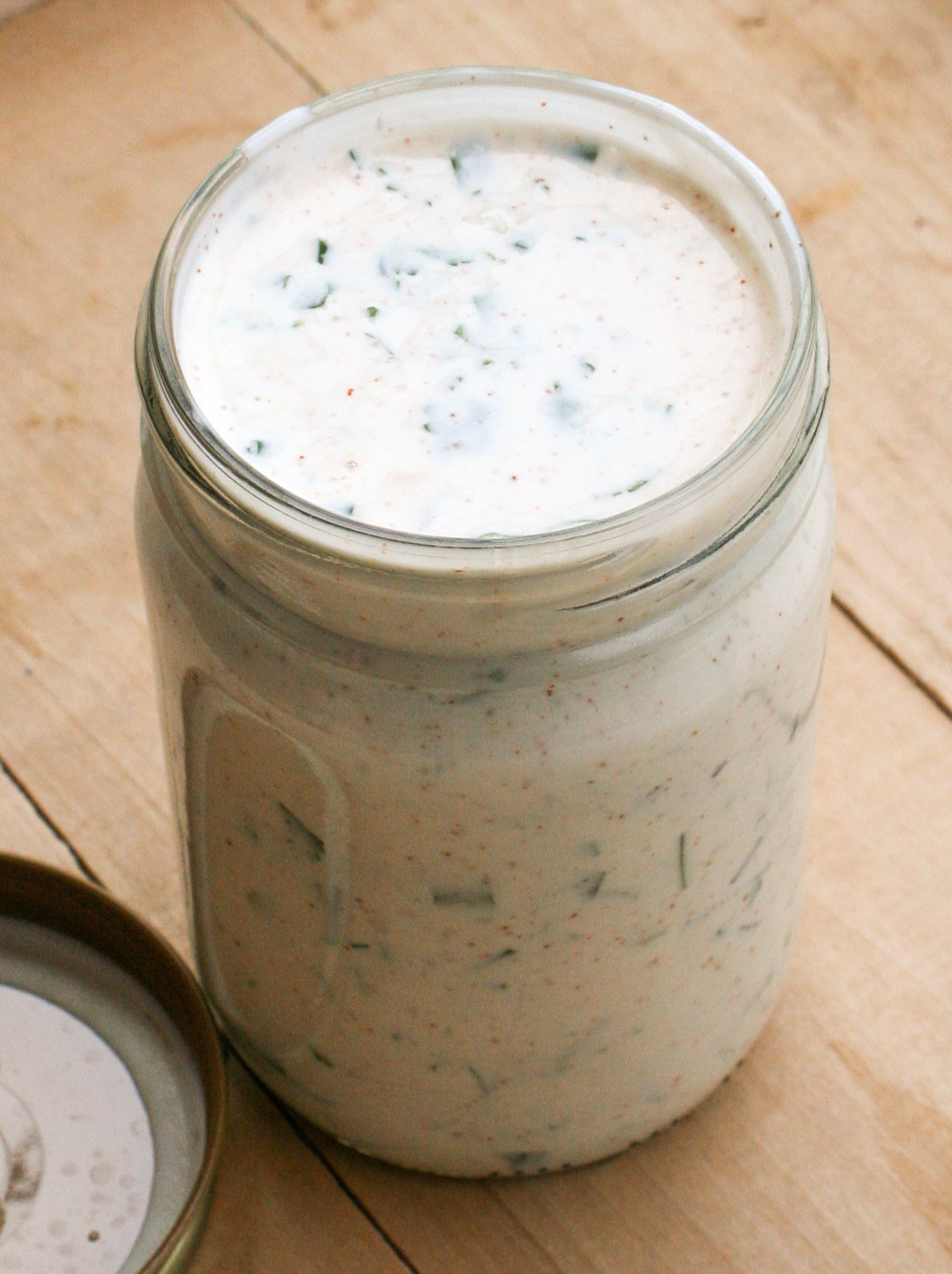
Molho rancheiro caseiro

Molho rancheiro ou molho ranch (em inglês: ranch dressing) é um tipo de molho feito com molho de salada junto com leitelho, sal, alho, cebola, ervas (na maioria, cebolinha, salsa e endro) e temperos (geralmente pimenta-do-reino, páprica e sementes de mostardeiro moídas).
Creme azedo ou iogurte, às vezes, são utilizados para criar uma versão light (menor quantidade de gorduras) do molho.
Foi criado nos Estados Unidos na década de 1950. O cozinheiro Steve Henson começou a ser um grande divulgador do molho a partir de 1954 em seu retiro Hidden Valley Ranch, localizado em Santa Bárbara, na Califórnia.
Embora popular no Canadá e nos Estados Unidos, o molho rancheiro ainda é desconhecido na maior parte do mundo.